# Afonsim
Afonsim is een plaats (freguesia) in de Portugese gemeente Vila Pouca de Aguiar en telt 223 inwoners (2001).